# 15635 Andrewhager
15635 Andrewhager (2000 JV27) là một tiểu hành tinh vành đai chính được phát hiện ngày 7 tháng 5 năm 2000 bởi Nhóm nghiên cứu tiểu hành tinh cận Trái Đất Phòng thí nghiệm Lincoln ở Socorro.